# A quien corresponda
A quien corresponda es una novela del escritor argentino Martín Caparrós, publicada por Anagrama en 2008. La historia es un compendio de anécdotas, voces y situaciones en la búsqueda del protagonista, Carlos "el Gallego", por recuperar la memoria perdida de su pareja, asesinada por los militares producto del terrorismo de Estado llevado a cabo por el denominado Proceso de Reorganización Nacional.